# National Aviation Hall of Fame
El National Aviation Hall of Fame (NAHF) és un museu, cerimònia anual de premis i centre d'aprenentatge i recerca que es va fundar el 1962 com una corporació sense finalitats de lucre d'Ohio en Dayton, Ohio, els Estats Units, coneguda com el "Lloc de naixement de l'aviació" amb la seva connexió amb els germans Wright. El 2017 es va dur a terme la inducció anual en Fort Worth, Texas, quan l'organització va començar a girar la cerimònia entre diverses ciutats.

## Història
El 14 de juliol de 1964, el National Aviation Hall of Fame va ser noliejat nacionalment per un acte del 88è Congrés dels Estats Units, de dret públic 88-372 signat pel president Lyndon B. Johnson. L'organització continua avui com una fundació pública que informa anualment el Congrés. El suport principal per a aquesta fundació prové de les quotes d'afiliació privades, deduïbles d'impostos i contribucions d'individus i organitzacions.
La seva missió és "honrar llegendes aeroespacials per a inspirar a futurs líders" en adonar-se de la tenacitat, visió, persistència, habilitat i coratge dels homes i dones de la indústria de l'aire i l'espai.
Les principals activitats des de 1962 són les cerimònies anuals d'inducció de gala per a les persones seleccionades per a la seva consagració, generalment de quatre a cinc per any. El procés de selecció per a la inducció en el Saló Nacional de l'Aviació de la Fama implica un rigorós procés de revisió i selecció final per un prestigiós grup d'experts en aviació i espai de tot el país.
La cerimònia de consagració es coneix sovint com "La nit de l'Òscar de l'Aviació". Se celebra en conjunt amb el programa de tutoria Wings of Women (WOW).
El National Aviation Hall of Fame està situat al costat del Museu Nacional de la Força Aèria dels Estats Units. El museu abasta moltes àrees de vol, incloent-hi l'aviació militar, comercial, general i esportiva, així com el vol espacial. Està obert tot l'any amb l'excepció de certes vacances.

## Persones incorporades
El Saló ha incorporat les següents persones, ordenades per ordre alfabètic, amb el seu any d'incorporació entre parèntesis:
- Bert Acosta (2014)[2]
- Buzz Aldrin (2000)
- John R. Alison (2005)
- William McPherson Allen (1971)
- William Anders (2004)
- Bud Anderson (2008)
- Charles Alfred Anderson (2012)[3]
- Frank M. Andrews (1986)
- Harry George Armstrong (1998)
- Neil Alden Armstrong (1979)
- Henry Harley Arnold (1967)
- J. Leland Atwood (1984)
- Bernt Balchen (1973)
- Thomas Scott Baldwin (1964)
- Lincoln Beachey (1966)
- Alan LaVern Bean (2010)
- Olive Ann Beech (1981)
- Walter Herschel Beech (1977)
- Alexander Graham Bell (1965)
- Lawrence Dale Bell (1977)
- Giuseppe Mario Bellanca (1993)
- Vincent Hugo Bendix (1991)
- Guion Bluford (2019)
- William Edward Boeing (1966)
- Charles Bolden (2017)[1]
- Richard Bong (1986)
- Frank Borman (1982)
- Albert Boyd (1984)
- Gregory "Pappy" Boyington (2019)
- Walter J. Boyne (2007)
- Mark E. Bradley (1992)
- Patrick Henry Brady (2012)[3]
- George Scratchley Brown (1985)
- Clayton J. Brukner (1997)
- Richard E. Byrd (1968)
- Robert Cardenas (2015)[4]
- Marion E. Carl (2001)
- Eugene Cernan (2000)
- Scott Carpenter (2017)[1]
- Clyde Vernon Cessna (1978)
- Clarence Chamberlin (1976)
- Octave Chanute (1963)
- Claire Lee Chennault (1972)
- Jerrie Cobb (2012)
- Jacqueline Cochran (1971)
- Eileen Collins (2009)
- Michael Collins (1985)
- Bessie Coleman (2006)
- Harry B. Combs (1996)
- Charles Conrad (1980)
- Laurence Craigie (2000)
- Frederick C. Crawford (1993)
- Robert L. Crippen (2016)
- Scott Crossfield (1983)
- Alfred A. Cunningham (1965)
- R. Walter Cunningham (2018)[5]
- Glenn Hammond Curtiss (1964)
- John R. Dailey (2018)[5]
- William H. Dana (2018)[5]
- Herbert A. Dargue (1997)
- Benjamin O. Davis, Jr. (1994)
- George Everett "Bud" Day (2016)
- Alexander P. de Seversky (1970)
- James Harold Doolittle (1967)
- Donald Wills Douglas, Sr. (1969)
- Charles Stark Draper (1981)
- Charles Duke (2019)
- Ira Clarence Eaker (1970)
- Amelia Earhart (1968)
- Carl Benjamin Eielson (1985)
- Theodore G. Ellyson (1964)
- Eugene Burton Ely (1965)
- Joe H. Engle (2001)
- Frank K. Everest (1989)
- Sherman Mills Fairchild (1979)
- Keith Ferris (2012)
- Reuben H. Fleet (1975)
- Ronald R. Fogleman (2018)[5]
- Anthony Herman Gerard Fokker (1980)
- Henry Ford (1984)
- Joseph Jacob Foss (1984)
- Steve Fossett (2007)
- Benjamin Foulois (1963)
- Betty Skelton Frankman (2005)
- William John Frye (1992)
- Fitzhugh Fulton (1999)
- Francis Stanley Gabreski (1978)
- Dominic S. Gentile (1995)
- Hoot Gibson (2012)[3]
- Robert J. Gilliland (2017)[1]
- Robert R. Gilruth (1994)
- John Herschel Glenn (1976)
- George William Goddard (1976)
- Robert Hutchings Goddard (1966)
- Arthur Godfrey (1987)
- Barry Morris Goldwater (1982)
- Warren G. Grimes (2010)
- Virgil I. Grissom (1987)
- Robert Ellsworth Gross (1970)
- Leroy Randle Grumman (1972)
- Harry Frank Guggenheim (1971)
- Robert N. Hartzell (2015)[4]
- Daniel J. Haughton (1987)
- Albert Francis Hegenberger (1976)
- Edward Henry Heinemann (1981)
- David Lee Hill (2006)
- Robert A. Hoover (1988)
- Howard Hughes (1973)
- David Sinton Ingalls (1983)
- Daniel James (1993)
- Elrey Borge Jeppesen (1990)
- Clarence Leonard Johnson (1974)
- Evelyn Bryan Johnson (2007)
- Alvin M. Johnston (1993)
- Thomas V. Jones (1992)
- Herbert D. Kelleher (2008)
- George Churchill Kenney (1971)
- Charles Franklin Kettering (1979)
- James Howard Kindelberger (1972)
- John and Martha King (2019)
- Joe W. Kittinger (1997)
- Alan and Dale Klapmeier (2014)[2]
- A. Roy Knabenshue (1965)
- William J. "Pete" Knight (1988)
- Christopher C. Kraft Jr. (2016)
- Gene Kranz (2015)[4]
- Hershel Clay Lacy (2010)
- Frank P. Lahm (1963)
- Samuel Pierpont Langley (1963)
- William Power Lear (1978)
- Curtis Emerson LeMay (1972)
- Anthony William LeVier (1978)
- Anne Morrow Lindbergh (1979)
- Charles Augustus Lindbergh (1967)
- Edwin Albert Link (1976)
- Allan H. Lockheed (1986)
- Grover Loening (1969)
- Nancy Harkness Love (2005)
- James Arthur Lovell (1998)
- Raoul Gervais Lufbery (1998)
- Frank Luke (1975)
- Paul B. MacCready (1991)
- John A. Macready (1968)
- Glenn Luther Martin (1966)
- David McCampbell (1996)
- James McDivitt (2014)[2]
- James Smith McDonnell (1977)
- Charles McGee (2011)
- Thomas McGuire (2000)
- John C. Meyer (1988)
- Russell W. Meyer, Jr. (2009)
- William "Billy" Mitchell (1966)
- Marc A. Mitscher (1988)
- William A. Moffett (2008)
- John J. Montgomery (1964)
- Thomas H. Moorer (1987)
- Sanford Alexander Moss (1976)
- Gerhard Neumann (1986)
- Ruth Rowland Nichols (1992)
- Carl L. Norden (1994)
- John Knudsen Northrop (1974)
- Robin Olds (2001)
- Clyde Edward Pangborn (1995)
- William Allan Patterson (1976)
- Frank Piasecki (2002)
- William Thomas Piper (1980)
- Harold Frederick Pitcairn (1995)
- Paul Howard Poberezny (1999)
- Thomas Paul Poberezny (2016)
- Wiley Hardeman Post (1969)
- Harriet Quimby (2004)
- Albert Cushing Read (1965)
- Robert Campbell Reeve (1965)
- Frederick Brant Rentschler (1982)
- Ben Rich (2005)
- Holden Chester Richardson (1978)
- Edward Vernon Rickenbacker (1965)
- Sally Ride (2007)
- Jack Ridley (2004)
- Cliff Robertson (2006)
- Calbraith Perry Rodgers (1964)
- Will Rogers (1977)
- Robert A. Rushworth (1990)
- Burt Rutan (1995)
- Dick Rutan (2002)
- T. Claude Ryan (1974)
- Walter M. Schirra (1986)
- Bernard Adolf Schriever (1980)
- Thomas Selfridge (1965)
- Alan Shepard (1977)
- Igor Ivan Sikorsky (1968)
- Abe Silverstein (2015)[4]
- Robert Forman Six (1980)
- Donald K. Slayton (1996)
- C. R. Smith (1974)
- Frederick W. Smith (2007)
- Carl Andrew Spaatz (1967)
- Elmer Ambrose Sperry (1973)
- Lawrence Burst Sperry (1981)
- Thomas P. Stafford (1997)
- Robert Stanley (1990)
- John Paul Stapp (1985)
- Lloyd Stearman (1989)
- James Stewart (2009)
- Katherine Stinson (2019)
- James Stockdale (2002)
- Charlie Taylor (1965)
- Louise Thaden (1999)
- Lowell Thomas (1992)
- Paul W. Tibbets (1996)
- John Henry Towers (1966)
- Juan Terry Trippe (1970)
- Sean D. Tucker (2008)
- Roscoe Turner (1975)
- Nathan Farragut Twining (1976)
- Albert Lee Ueltschi (2001)
- Hoyt S. Vandenberg (1991)
- Wernher von Braun (1982)
- Theodore von Kármán (1983)
- Hans P. von Ohain (1990)
- Chance M. Vought (1989)
- Leigh Wade (1974)
- Patty Wagstaff (2004)
- Henry W. Walden (1964)
- Dwane Wallace (2012)[3]
- Emily Warner (2014)[2]
- Ed White (2009)
- Robert M. White (2006)
- Frank Whittle (2017)[1]
- Noel Wien (2010)
- Sam Barlow Williams (1998)
- Thornton Arnold Wilson (1983)
- Steve Wittman (2014)[2]
- Collett Everman Woolman (1994)
- Orville and Wilbur Wright (1962)
- Charles Elwood Yeager (1973)
- John Young (1988)
- Hubert Zemke (2002)